# Terremoto de Lice de 1975
El terremoto de Lice de 1975 sacudió el distrito turco de Lice a las 12:20 hora local del 6 de septiembre de 1975. El epicentro del terremoto de 6,7 se ubicó cerca de la ciudad de Lice y la intensidad máxima sentida fue de VIII en la escala de intensidad de Mercalli. Más de 2.300 personas murieron.

## Entorno tectónico
La tectónica de Turquía está dominada por los efectos de la continua colisión entre la Placa Africana y la Placa Euroasiática. El principal resultado de esta colisión es el escape hacia el suroeste de la placa de Anatolia mediante el desplazamiento a lo largo de las fallas de Anatolia del Norte y Anatolia Oriental. Al este de estas fallas, el límite de placas es una zona de colisión ortogonal, con el desplazamiento relativo extendido sobre una amplia zona, que continúa hasta el norte hasta el Gran Cáucaso. La falla más grande dentro de la zona límite de la placa es el empuje frontal de Bitlis con tendencia oeste-este y se cree que el terremoto de 1975 fue causado por el movimiento de esta estructura.

## Terremoto
Al terremoto principal le siguieron réplicas que continuaron durante más de un mes. El mecanismo focal del terremoto sugiere que estuvo asociado con un movimiento predominantemente inverso en un plano de falla que se inclina a 45° hacia el noroeste con un componente sinistral significativo.Se mapearon las deformaciones del terreno; fractura superficial que midieron de 17 a 19 centímetros y desplazamientos laterales izquierdos que midieron de 13 a 14 centímetros. Estas deformaciones no fueron interpretadas como rupturas superficiales.

## Impacto
La intensidad máxima de Mercalli Modificada observada fue de VIII asignada en Lice y sus alrededores en una tendencia este-oeste. Los daños máximos se produjeron en un área de 4.000 kilómetros cuadrados.El temblor sísmico duró entre 20 y 24 segundos.La zona principal de daños se localizó cerca de las localidades de Hani, Lice y Kulp. En Lice, 12 de los 13 mahallas de la ciudad quedaron completamente destruidos. Seis escuelas, seis mezquitas y 132 edificios comerciales resultaron dañados. En las 188 aldeas afectadas en los alrededores de Lice, 5.555 casas sufrieron daños graves o destrucción total.El New York Times informó, citando al gobernador de Diyarbakır, el 7 de septiembre que el 75 por ciento de los edificios de la ciudad fueron demolidos. En Palu, provincia de Elazig, el terremoto destruyó 65 edificios y una mezquita.

## Respuesta

### Nacional
La Media Luna Roja Turca instaló dos cocinas de emergencia, un equipo médico, tiendas de campaña, mantas y otros artículos de primera necesidad. Los equipos de rescate excavaron entre los escombros durante la primera noche después del terremoto.
Un total de 15.000 soldados turcos participaron en las labores de rescate y socorro, y el primer personal llegó apenas tres horas después del terremoto. El gobierno destinó un total de 34 millones de dólares para reparación y reconstrucción.El 10 de septiembre, el gobierno de Turquía anunció que proporcionaría viviendas resistentes a los terremotos a los residentes afectados después de haber sido persuadido por partidos políticos de oposición, periódicos y militantes de la minoría kurda. Süleyman Demirel, entonces primer ministro de Turquía, dijo que planeaban construir 3.000 nuevas viviendas lejos de la devastada comunidad de la ladera.
El 11 de septiembre, tras una investigación geológica de sitios adecuados, se tomó la decisión de reubicar la ciudad unos 2 kilómetros al sur de su posición anterior. El 29 de octubre, se habían terminado 1.568 casas, 40 tiendas, una escuela, una mezquita y una panadería.

### Internacional
La ayuda financiera de la comunidad internacional, tanto de fuentes gubernamentales como privadas, alcanzó un total de 14,8 millones de dólares. La mayor contribución del gobierno provino de Arabia Saudita. La ayuda en forma de alimentos y algunos otros suministros de agencias extranjeras fue tratada con sospecha y se vendieron muchas conservas desconocidas para la alimentación animal.